# شاهول حميد حسب الله
شاهول حميد حسب الله (بالتاميلية: சாஹுல் ஹமீத் ஹஸ்புல்லாஹ்)‏‏ (3 سبتمبر 1950 - 25 أغسطس 2018) هو أكاديمي وجغرافي وناشط اجتماعي سريلانكي.

## وفاته
تُوفي في 25 أغسطس 2018 عن عمرٍ يناهز 67 عامًا، وذلك بعد إصابته بنوبة قلبية خلال اجتماعٍ لهُ في جامعة جافنا، حيثُ توفي بعد وصوله لمستشفى جافنا التعليمي.